# Malatia-Sebastia
Der Bezirk Malatia-Sebastia (armenisch Մալաթիա-Սեբաստիա) ist einer der 12 Distrikte der armenischen Hauptstadt Jerewan und befindet sich im westlichen Teil der Stadt. Im Norden grenzt er an den Bezirk Adschapnjak, im Osten an Kentron und im Süden an Schengawit.

## Beschreibung

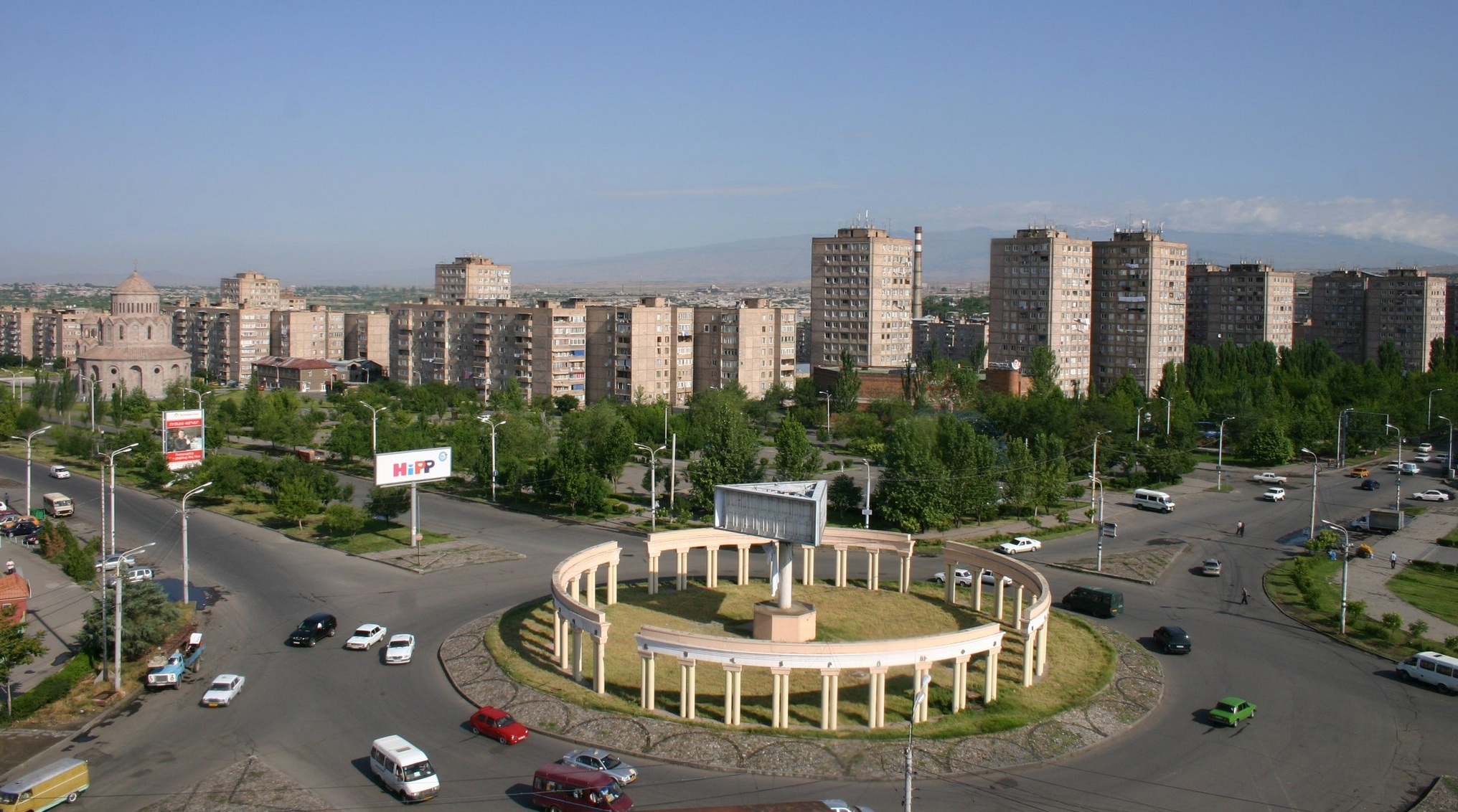
Ansicht von Malatia-Sebastia, 2014

Die Gemeinde wurde von Überlebenden des Völkermords an den Armeniern aus den ehemals armenischen Siedlungen Malatya und Sivas (Sebasteia) in der heutigen Türkei gegründet. Noch heute gilt die Siedlung als eine der ärmsten der Stadt Jerewan. Sie hatte im Jahr 2011 141.900 Einwohner bei einer Fläche von 25,8 km².
Im Südwesten von Malatya-Sebastya befindet sich der Internationale Flughafen Swartnoz.
In Malatia-Sebastia gibt es eine Schachschule, die von Großmeister Lewon Babudschjan betrieben wird.

## Partnerstadt
Partnerstadt des Stadtbezirks Malatya-Sebastia ist die südostfranzösische Stadt Draguignan. Im Jahr 2002 wurde vom Bürgermeister Draguignans Max Piselli und dem Kopf von Malatya-Sebastia Aghwan Grigorjan ein Memorandum zur Zusammenarbeit unterzeichnet. Ein offizieller Partnerschaftsvertrag wurde am 17. März 2017 besiegelt, unterzeichnet vom stellvertretenden Kopf von Malatya-Sebastia und dem Bürgermeister von Draguignan Richard Strambio. Die Partnerschaft bezieht sich vor allem auf Zusammenarbeit in den Bereichen Kultur, Sozialwesen, Wirtschaft, Sport und Tourismus. Eine Delegation aus Draguignan besuchte zum Beispiel Malatya-Sebastya im Oktober 2017 zu den Stadtjubiläumsfeierlichkeiten Erebuni-Jerewan 2799.

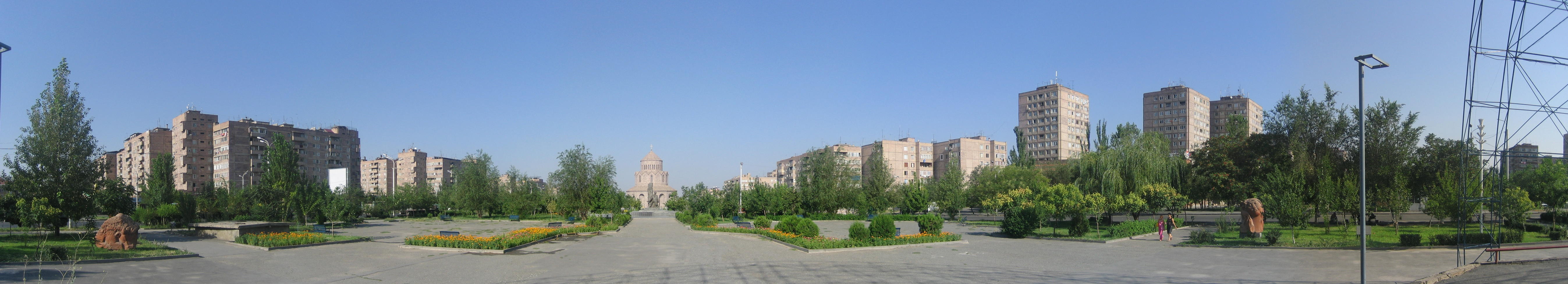
Panorama des Jerewaner Malatya-Sebastya-Distrikts